# سوپربوس ۱۸۵۹۶
سیارک ۱۸۵۹۶ (به انگلیسی: 18596 Superbus، نامگذاری:1998BA4) هجده هزار و پانصد و نود و ششمین سیارک کشف شده‌است که در ۲۱ ژانویه ۱۹۹۸ کشف شد.
قدر مطلق سیارک برابر ۸٫۵ است.